# Goniohelia pangraptica
Goniohelia pangraptica là một loài bướm đêm trong họ Erebidae. được Hampson mô tả khoa học lần đầu vào năm 1926.